# Xarxa de Museus Comarcals de Catalunya
La Xarxa de Museus Comarcals de Catalunya és una xarxa de museus que va crear per Decret 222/1982, del 12 de juliol de la Generalitat de Catalunya.

## Història
El 1982 es va crear aquesta xarxa de Museus Comarcals, inicialment vinculada a la Direcció General del Patrimoni Artístic, amb la voluntat de proporcionar una unitat de criteris d'organització i coordinació d'actuacions i l'aportació dels serveis complementaris que garantissin que tots els museus integrats podrien oferir al públic, en general, i als estudiosos, en particular, la prestació d'un servei cultural homogeni i eficaç, que, al mateix temps, assegurés una base per a la formació i gestió dels Museus Nacionals amb els quals es volia dissenyar un sistema de reciprocitat de serveis.
Un cop creada, podien obtenir la qualificació de Museu Comarcal, prèvia a la integració a la Xarxa, aquells museus que reunissin les condicions idònies d'ubicació, capacitat tècnica i organitzativa, pluralitat de disciplines i recursos econòmics, d'entre els existents a les comarques catalanes. Reglamentàriament es van fixar les condicions mínimes per obtenir la qualificació. La integració a la Xarxa es feia mitjançant Ordre del Conseller de Cultura, en aquella època Max Cahner.
A canvi, el Departament de Cultura de la Generalitat de Catalunya proporcionava, als museus integrats, assessorament tècnic i organitzatiu, els serveis de restauració i tractament de materials, i si s'esqueia, de documentació i de difusió del patrimoni museístic. El Departament assignarà el personal tècnic i els fons econòmics que consideri adients per al bon funcionament dels museus, dins de les seves possibilitats pressupostàries. Eren gestionats per un òrgan col·legiat en el qual hi havia almenys un representant del Departament de Cultura i una representació dels altres Museus de la comarca integrats a la Xarxa.
El 1990 es va publicar la llei de museus que passava a definir els museus comarcals com a museus que compleixen, bàsicament, la funció de recollida, conservació, documentació, estudi i difusió dels testimonis culturals més representatius de la comunitat en què estan implantats. Els dits museus podien actuar com a centres actius en llur àrea d'influència, participant en la impulsió d'iniciatives culturals diverses. També indicaven que els consells comarcals i els ajuntaments dels municipis on radiquen han de participar necessàriament en la gestió del museu comarcal corresponent. Igualment, els ajuntaments han de participar en la gestió del museu local corresponent.